# Freimarkt

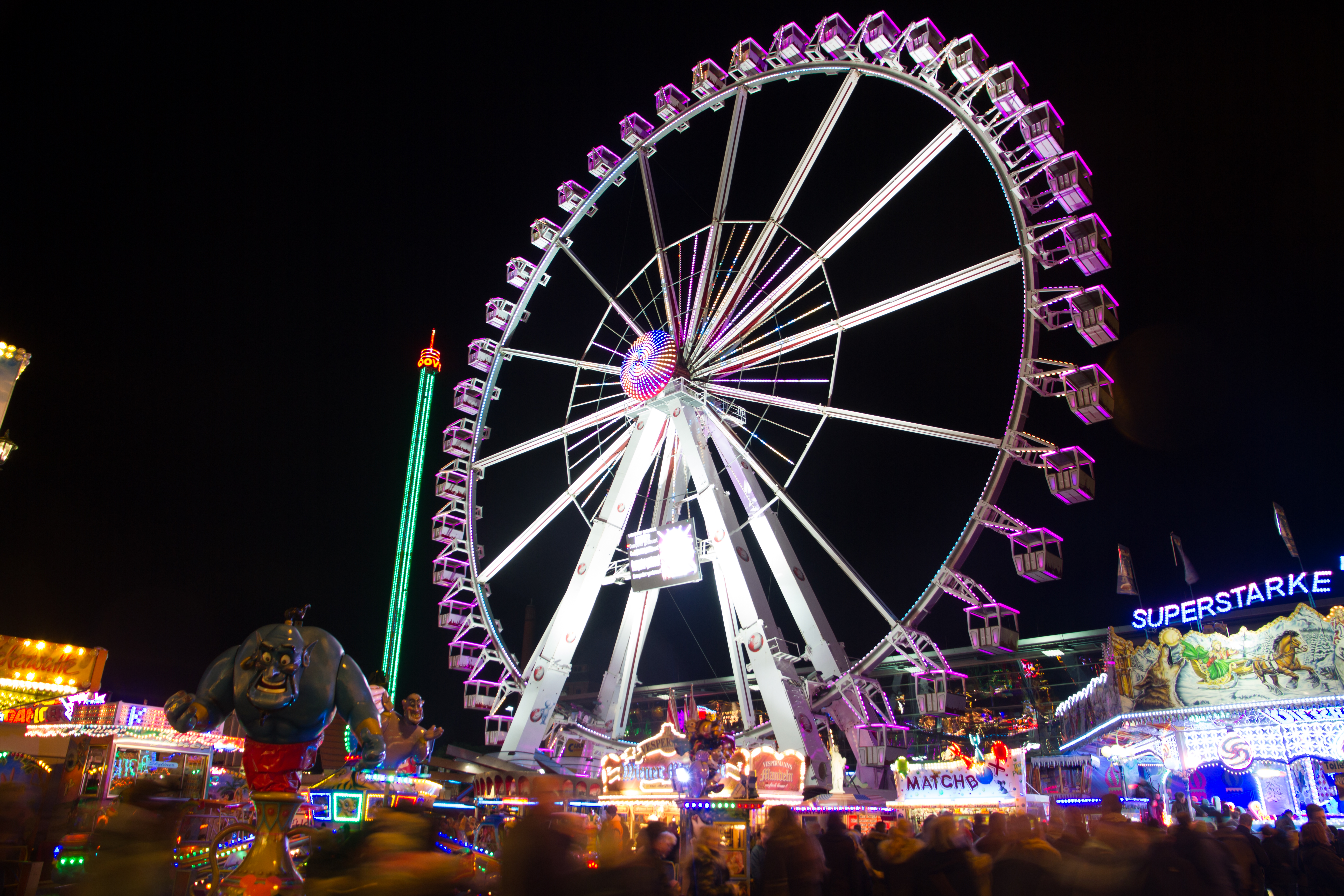
Il Freimarkt di Brema 2015 sulla Bürgerweide nel quartiere Findorff - vista notturna di una Budengasse e della ruota panoramica Steiger di 60 metri

Il Freimarkt si svolge nella città di Brema nella Germania settentrionale dal 1035, rendendolo una delle feste popolari più antiche della Germania. Con oltre quattro milioni di visitatori all'anno e più di trecento showmen, i responsabili dell'evento affermano di organizzare la più grande manifestazione del suo genere nel nord della Germania. La tradizionale esclamazione per la "quinta stagione", come la gente di Brema chiama anche i giorni del Freimarkt, è: "Ischa Freimaak!", che si traduce come "È Freimarkt!". Il Freimarkt si svolge in ottobre sulla Bürgerweide all'uscita nord (Willy-Brandt-Platz) della Stazione di Brema Centrale.

## Storia

### Gli inizi come mercato delle materie prime
Il 16 ottobre 1035 l'imperatore Corrado II concesse all'arcivescovo di Brema, Adalbrand, il “diritto di mercato”. Ciò consentì all'arcivescovo di organizzare due volte l'anno, nella settimana prima della Pentecoste e in quella prima del Villeado (8 novembre), una fiera nella città di Brema. A differenza dei mercati settimanali, molte delle restrizioni di mercato altrimenti applicabili erano eliminate. Ciò significava che i commercianti non locali e locali erano autorizzati a vendere tipi di merci su cui i membri di altre corporazioni avevano il monopolio durante il resto dell'anno. Per questo motivo venne istituito il termine di "mercato libero". Vennero stabiliti due eventi annuali. Entrambi, uno in primavera e uno in ottobre, erano basati su feste religiose. La seconda data di mercato di ottobre era particolarmente apprezzata. La stagione autunnale prometteva buone vendite, poiché molti contadini venivano in città in quel periodo per vendere i raccolti in eccesso e fare i loro acquisti per l'inverno.
Nel XIV secolo, il consiglio di Brema ricevette la sovranità del mercato e nel "Krameramtsprivileg" del 1339 il nome "Freimarkt" fu ufficialmente menzionato per la prima volta. Di conseguenza, i mercati non erano più legati alle date dell'anno liturgico, ma mantenevano le loro, poiché queste si erano rivelate favorevoli.
Dopo Corrado II, ogni successivo imperatore dovette rinnovare regolarmente l'annuale privilegio della fiera. Questa regola terminò solo sotto Francesco II, che nel 1793 affidò il potere decisionale sul mercato nelle mani del Senato di Brema. Da quel momento in poi, gli anseatici stessi decisero se e quando volevano tenere il mercato.
Durante tutto l'anno, la libera città anseatica di Brema non introdusse la libertà di commercio fino al 1861.

### Il tempo dei viaggiatori

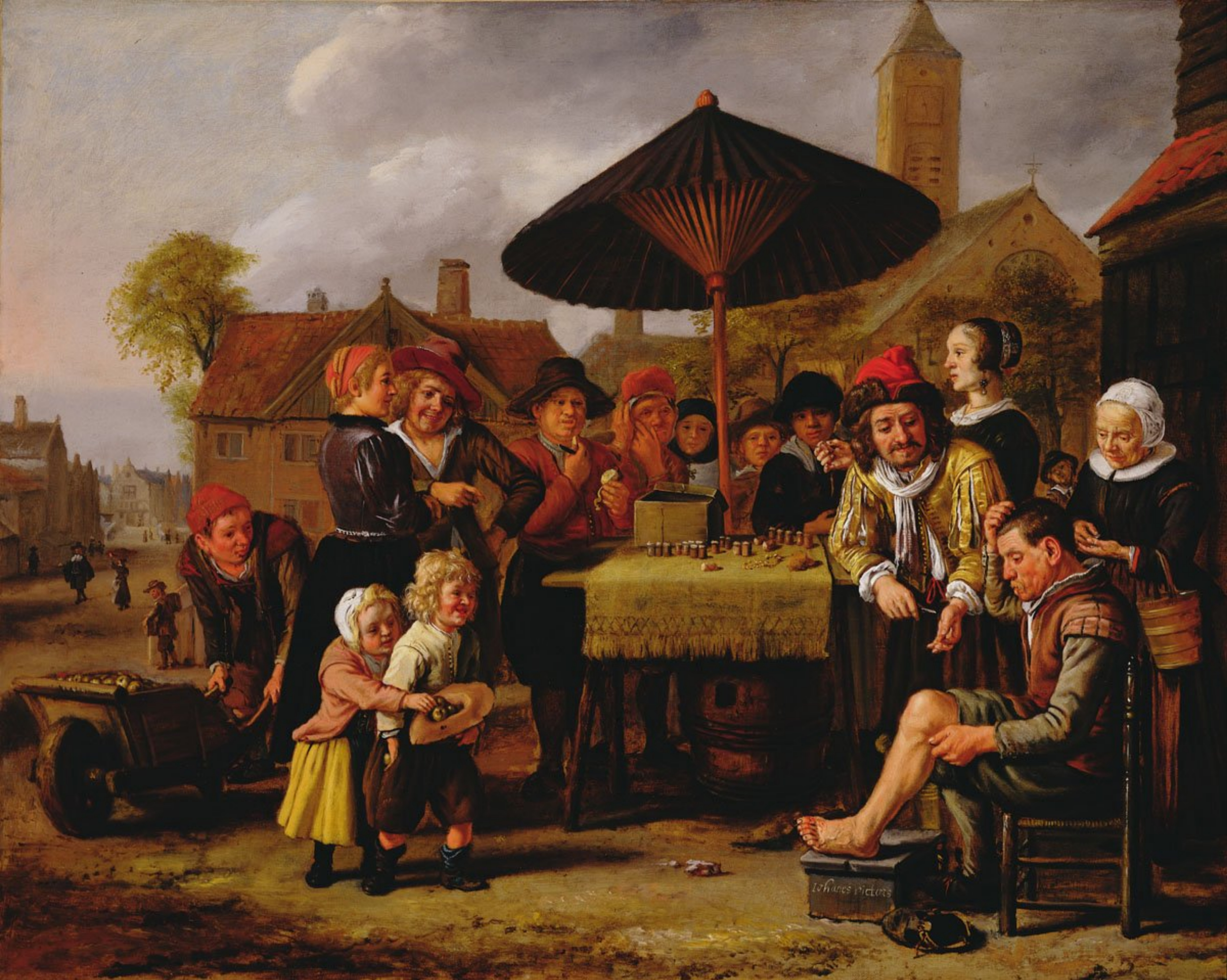
Un ciarlatano nel mercato

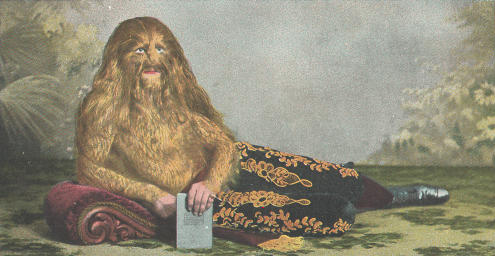
Lionel, l'"uomo leone"

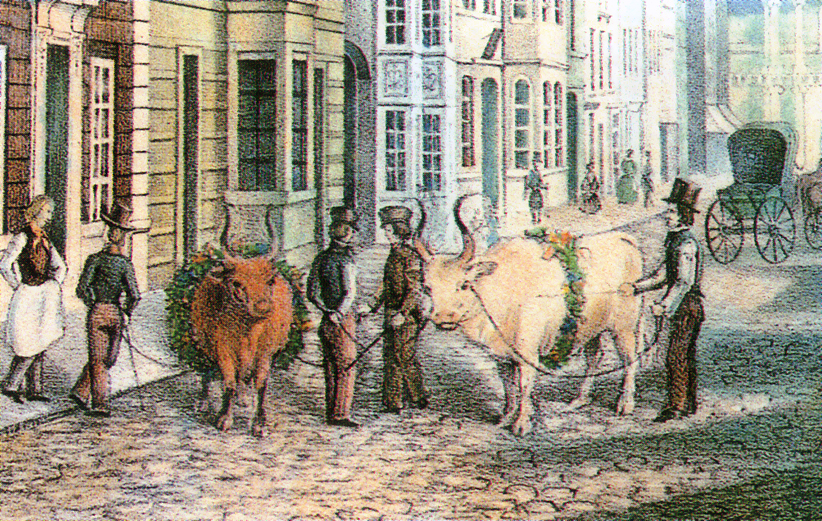
Buoi del monastero in Obernstrasse nel 1845

Nel XV secolo vennero realizzati i primi piccoli spettacoli. I cosiddetti "viaggiatori" erano i benvenuti e fornivano ogni tipo di intrattenimento alla popolazione. Si esibivano giocolieri, indovini e menestrelli. Essi presentavano, nelle loro tende, paesi e culture lontane e fornivano alla gente comune informazioni sulla vita oltre i confini nazionali.
Nel 1445 fu esposto per la prima volta un animale esotico, un leone in gabbia. Questo venne seguito da molti altri nel corso degli anni, come orsi addestrati, dromedari e scimmie. Un'altra "attrazione" erano le persone che erano diverse o strane dal punto di vista dell'epoca. Nel 1687 vennero mostrati gli ottentotti dall'Africa e nel 1799 la "piccola Mademoiselle", una donna alta solo 68 centimetri.
Sebbene l'interesse  per questo genere di cose fosse diminuito nel corso dei secoli, probabilmente anche per il fatto che c'erano sempre maggiori opportunità di imparare qualcosa su altri continenti e popoli stranieri, continuò fino all'inizio del XX secolo. Nel XIX secolo c'era Lionel, l'uomo leone ricoperto di peli sull'intero corpo come "meraviglia" sul Freimarkt.
Nel 1637, la città di Brema ottenne un'ulteriore data di libero mercato, per privilegio imperiale, che era anche in primavera e fu organizzata per la prima volta l'anno successivo. I tre mercati aperti durarono fino al 1710 circa, quando furono abolite le due date primaverili e l'attenzione si concentrò solo sul mercato autunnale. Per questo evento venne fissata una durata di dieci giorni, che poteva essere prorogata di altri due se necessario.
Con l'inizio del XVII secolo e fino a metà del XIX si svolgeva ogni anno il cosiddetto “treno dei buoi del monastero”, l'asta di due maestosi buoi a scopo caritatevole. Questa usanza durò fino al 1896.

### Sviluppo in una festa popolare
Per 700 anni la funzione principale del libero mercato era quella di un mercato delle merci. Solo all'inizio del XIX secolo, iniziò lentamente a trasformarsi in una manifestazione di intrattenimento e spettacoli.
La prima altalena oscillante venne introdotta nel 1818 e nel 1822 Anton Gercke introdusse la giostra (sebbene esistesse già una giostra a Brema dal 1809, ma era in una tenuta privata a Herdentor annessa ad una vendita di caffè e vino). Nel 1847 per la prima volta si svolse la vendita della "torta di lardo" durante la festa. Anche altri dolci, come la torta al miele e lo zucchero filato, stavano diventando sempre più popolari.
L'apertura della linea ferroviaria Brema-Hannover, nello stesso anno, portò due vantaggi: da un lato, i visitatori dall'esterno avevano maggiori possibilità di arrivare al Freimarkt e, dall'altro, i giostrai erano in grado di trasportare giostre più grandi. La forza motrice cambiò nel tempo dal vapore all'energia elettrica. Il primo misuratore della forza venne eretto sul Freimarkt nel 1857 e tredici anni dopo seguirono gli organi a rullo. Dal 1881 c'era una giostra di navi e dal 1890 delle montagne russe.
L'usanza di saltare le lezioni pomeridiane nelle scuole di Brema durante il tempo del mercato libero fu abolita nel 1875, ma c'era ancora un accordo tacito di non dare agli studenti i compiti a casa in quel periodo.

### Il mercato libero nel XX secolo
Un'importante innovazione culinaria trovò la sua strada nel Freimarkt nel 1906, quando il mastro macellaio di Brema, Wilhelm Könecke, arrostì la prima salsiccia alla griglia su un fuoco all'aperto.
Il Bremer Freimarkt non ebbe luogo durante le due guerre mondiali. Solo nel 1939 fu allestito ancora una volta, anche se si era già in guerra, ma ebbe luogo solo sul Domshof.
Nell'ottobre 1945 si tenne un "mercato della pace" provvisorio, che avrebbe dovuto portare un po' di gioia e normalità nella vita del dopoguerra. L'offerta fu accolta con entusiasmo dalla popolazione di Brema, così si decise di reintrodurre il mercato libero. Su richiesta degli operatori dello spettacolo, l'evento venne ampliato nel 1959 e veniva proposto per tre fine settimana.
Il Freimarkt era aperto da domenica a giovedì dalle 13:00 alle 23:00 e venerdì e sabato dalle 13:00 alle 24:00. Dal 1996 si svolge anche il “Freimarkt bei Nacht” dal lunedì al sabato dalle ore 21 in uno dei padiglioni espositivi adiacenti. Inizialmente situato nel padiglione 6, l'evento è stato spostato nel padiglione 7 di nuova costruzione nel 2003 e attrae circa 110.000 visitatori.

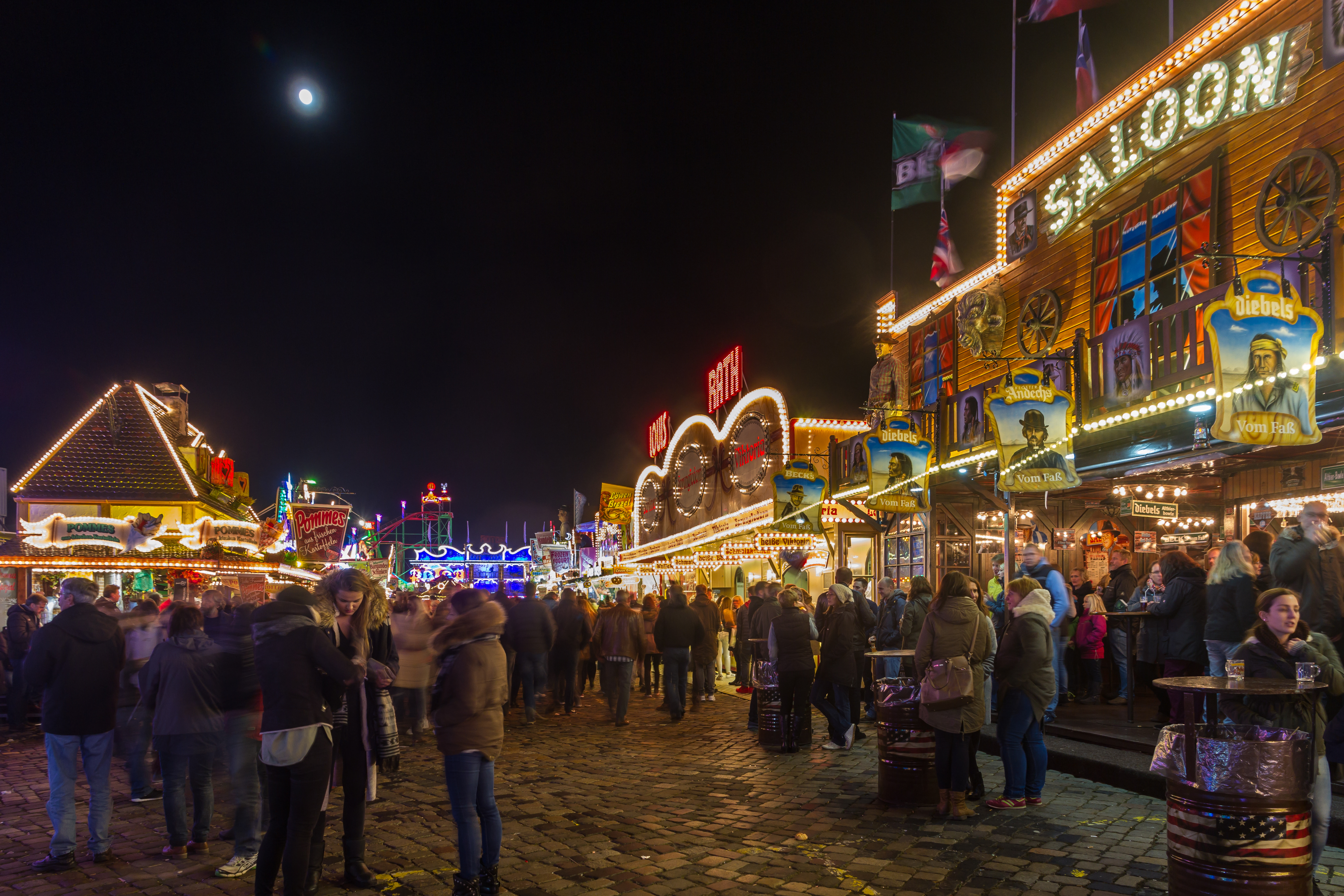
Budengasse sul Freimarkt di Brema di notte
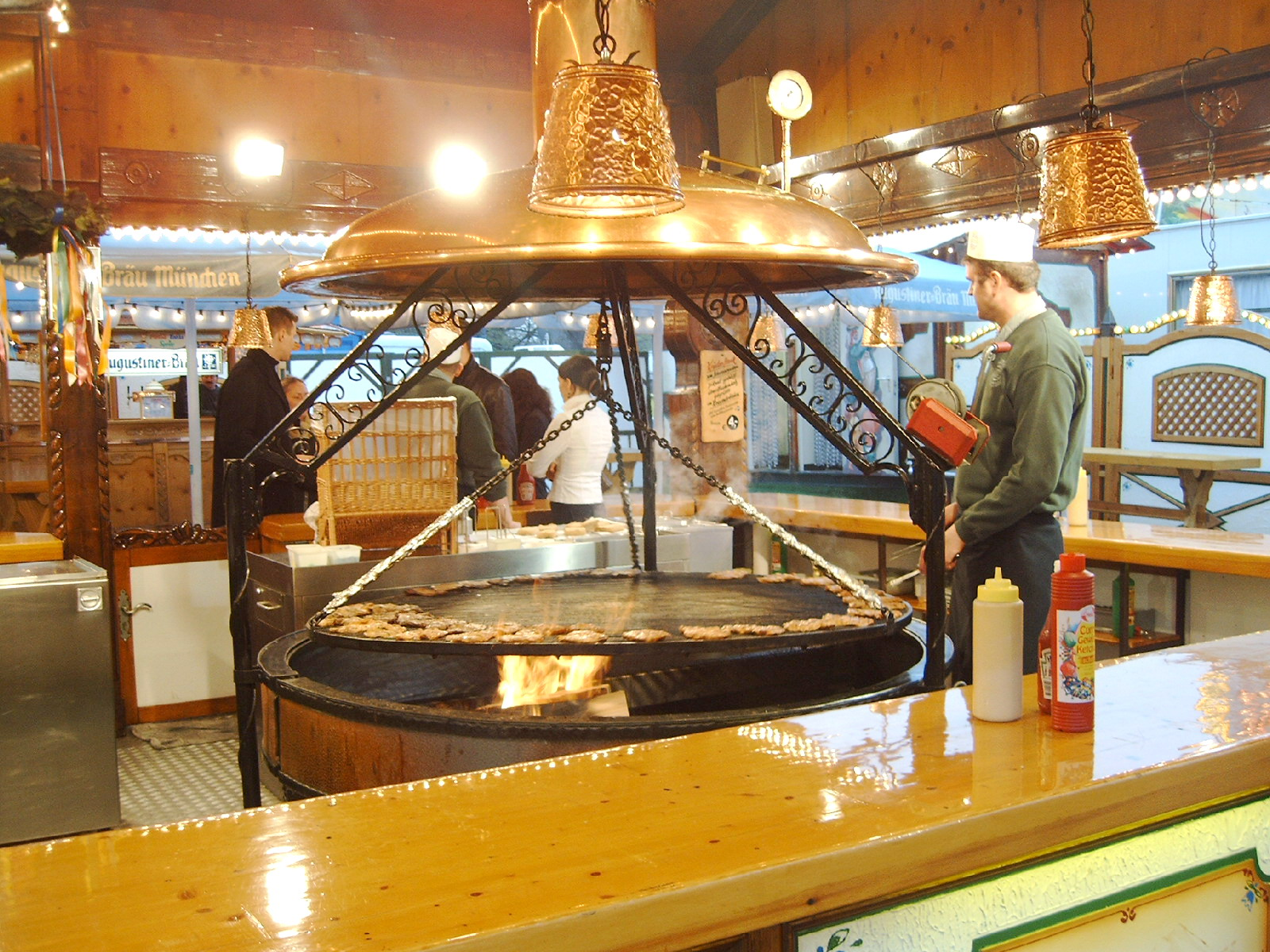
Bistecche alla griglia girevole nella tenda del Bayern
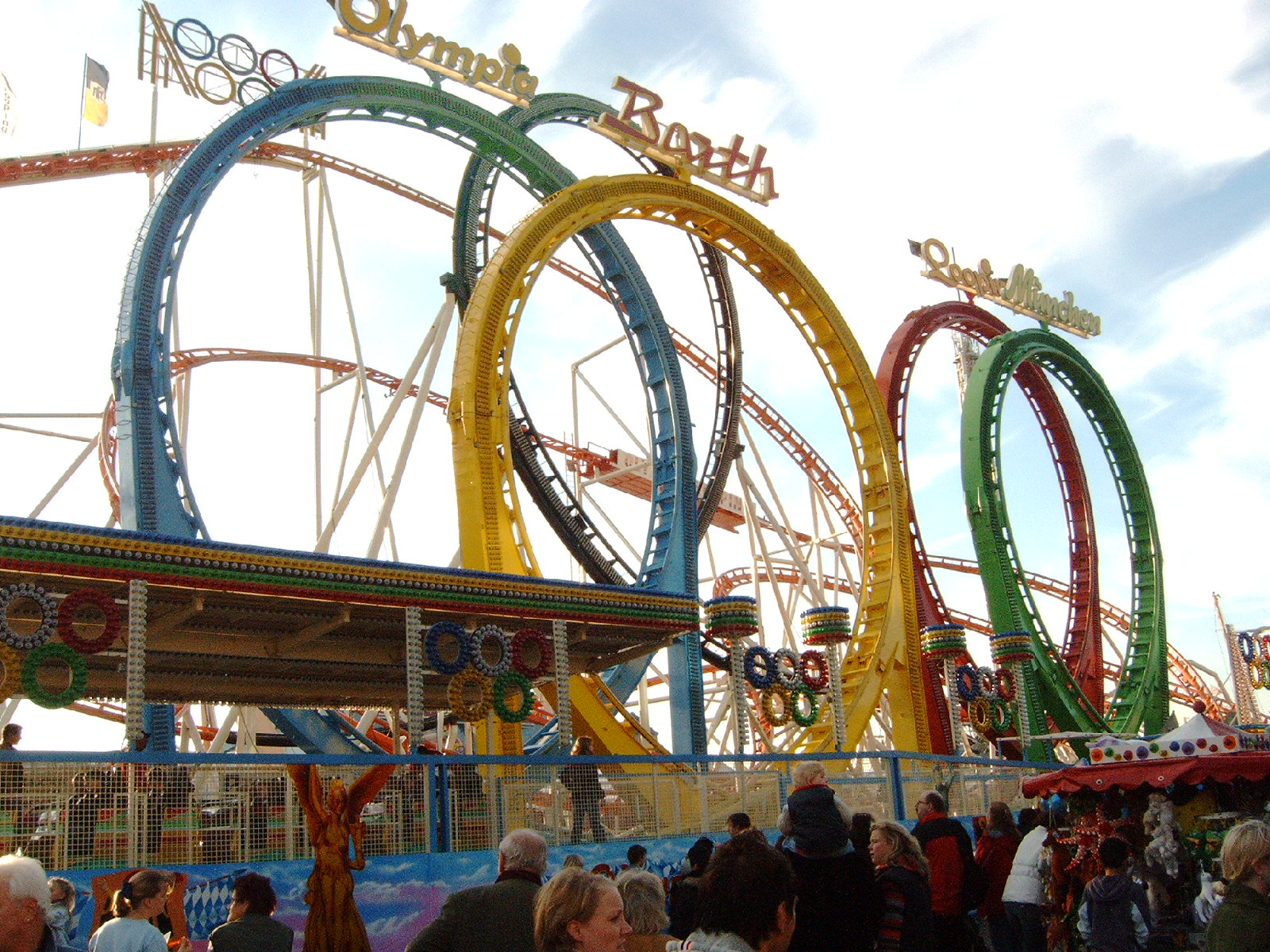
L'Olympia Looping sul Bremer Freimarkt
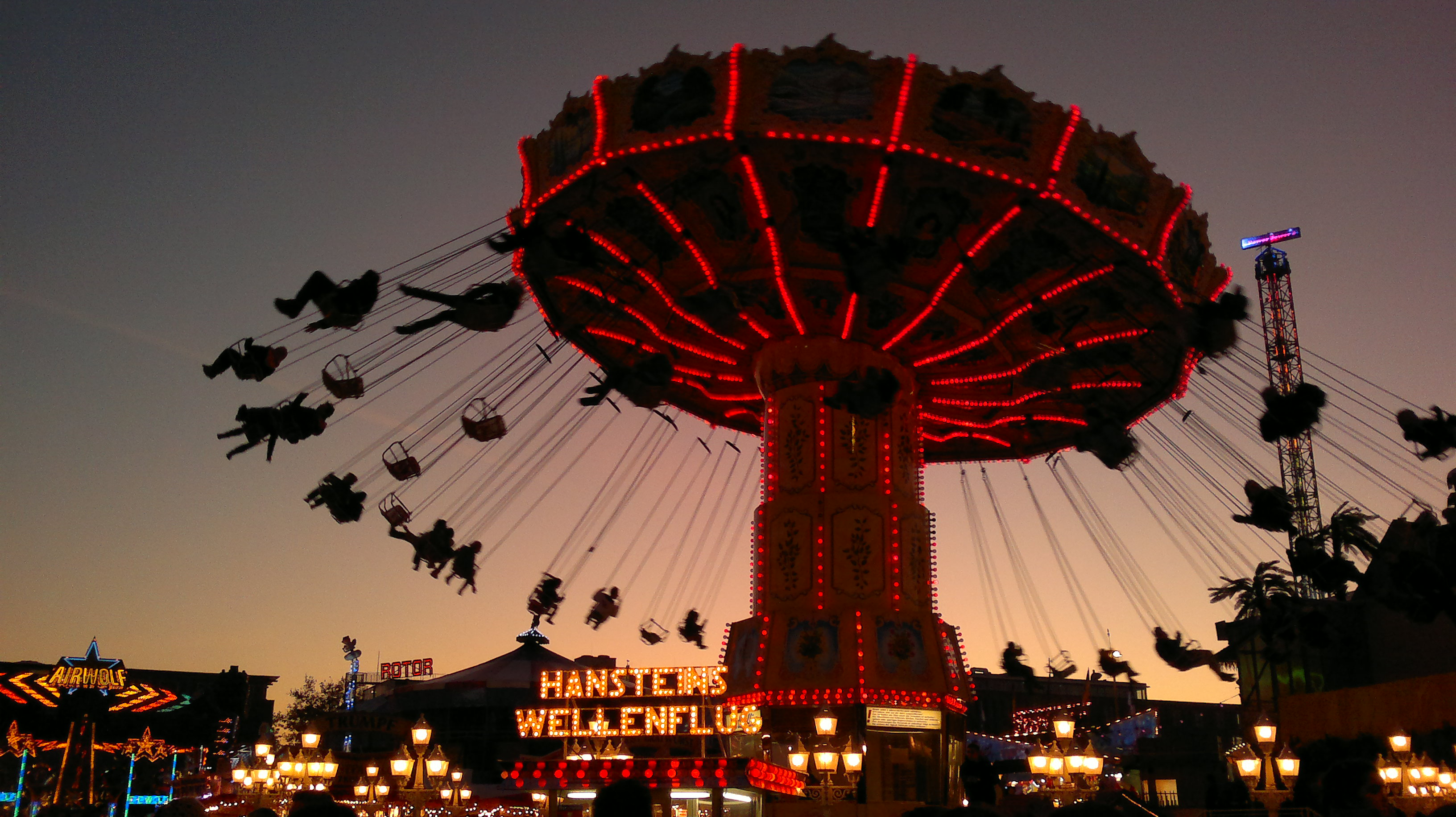
Giostra al Freimarkt di Brema
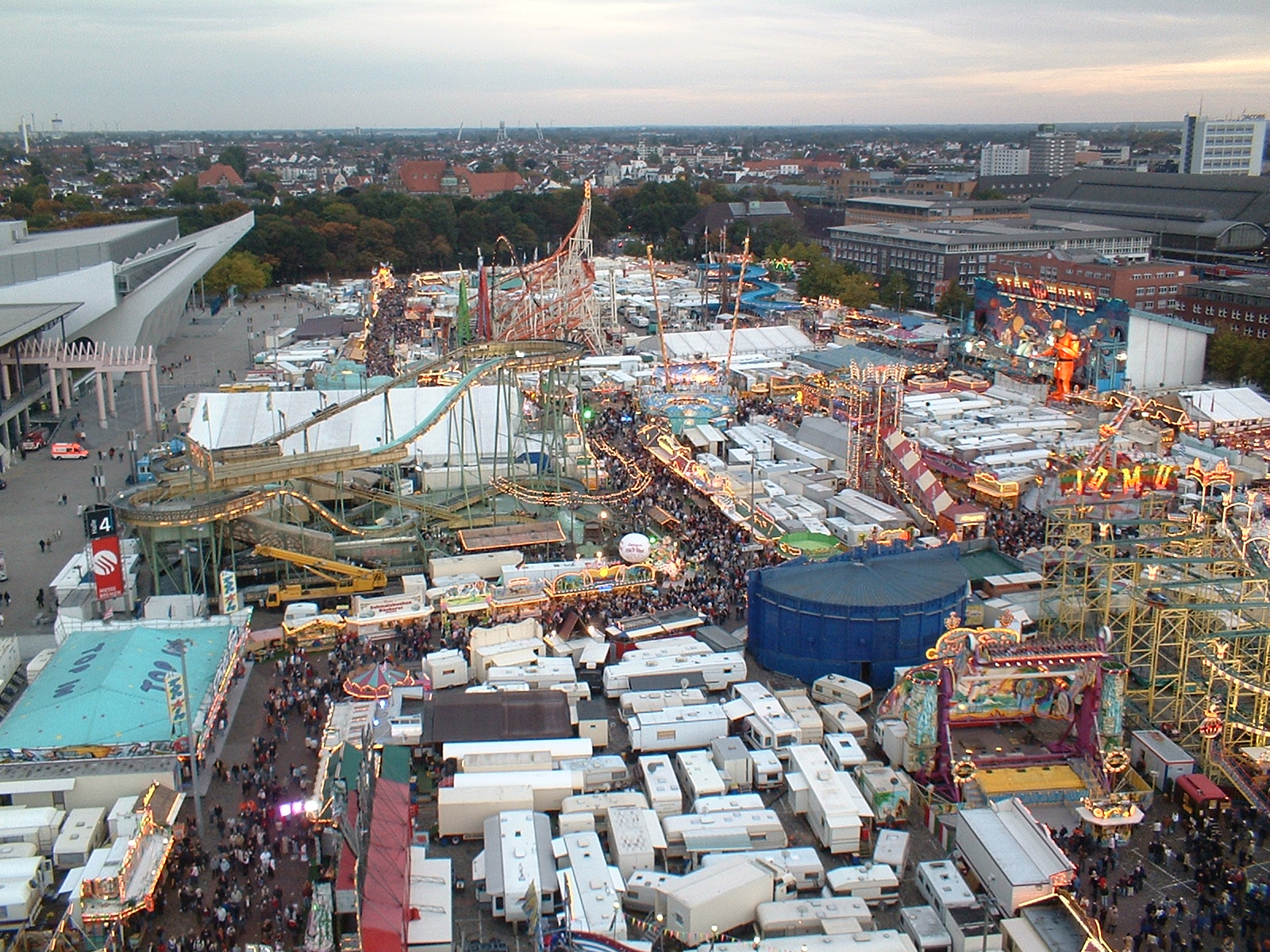
Vista dalla ruota panoramica sull'area del Freimarkt sud-orientale

## Posizione e numeri
Il luogo di svolgimento del mercato libero è cambiato molto spesso nel corso degli anni. Inizialmente si svolgeva nella Liebfrauenkirchhof di fronte alla Liebfrauenkirche. All'inizio del XV secolo, tuttavia, fu spostato nella piazza del mercato. Da qui continuò ad espandersi nel corso dei secoli. Quindi, all'inizio del XIX secolo, fu esteso anche al Domshof, nel 1803 alla penisola di Weser Herrlichkeit (fino al 1830) e nel 1851 il Liebfrauenkirchhof fu nuovamente incluso nell'area espositiva. Nel 1854 apparvero per la prima volta bancarelle e giostre sulla Domsheide, nel 1830 nel Bremer Wallanlagen, nel 1854 nell'area intorno alla stazione ferroviaria, nel 1862 nel Rembertiviertel e nel 1889 nella Hohenlohestrasse. Le singole aree non erano spazialmente collegate tra loro, ma erano intese come un'unica festa popolare.
A causa della densità degli edifici sulla sponda destra del Weser, il numero dei posti auto divenne molto ridotto, tanto che intorno al 1890 il Freimarkt si espanse per includere la Neustadt a sinistra del Weser, dove si svolgeva sul grande spiazzo Grünenkamp. Nel 1913 il Freimarkt era ancora diviso in due parti, ma nel 1919 si decise di tenerlo esclusivamente su Grünenkamp. Questo regolamento esistette fino al 1934, quando la festa popolare tornò sulla riva destra del fiume vicino alla stazione ferroviaria sulla Bürgerweide, che ora appartiene a Findorff, dove viene celebrato ancora oggi. Nella seconda metà del XX secolo l'area fieristica venne notevolmente ampliata con l'abbattimento dell'area dell'ex mattatoio. Ristretto di nuovo dalla costruzione del padiglione 7, appartenente al centro fieristico ed eventi di Brema, ora ha un totale di poco più di 100.000 metri quadrati di superficie espositiva. Ogni anno a Pasqua, una festa popolare primaverile, il "prato di Pasqua", si svolge sulla Bürgerweide.

## Piccolo mercato libero

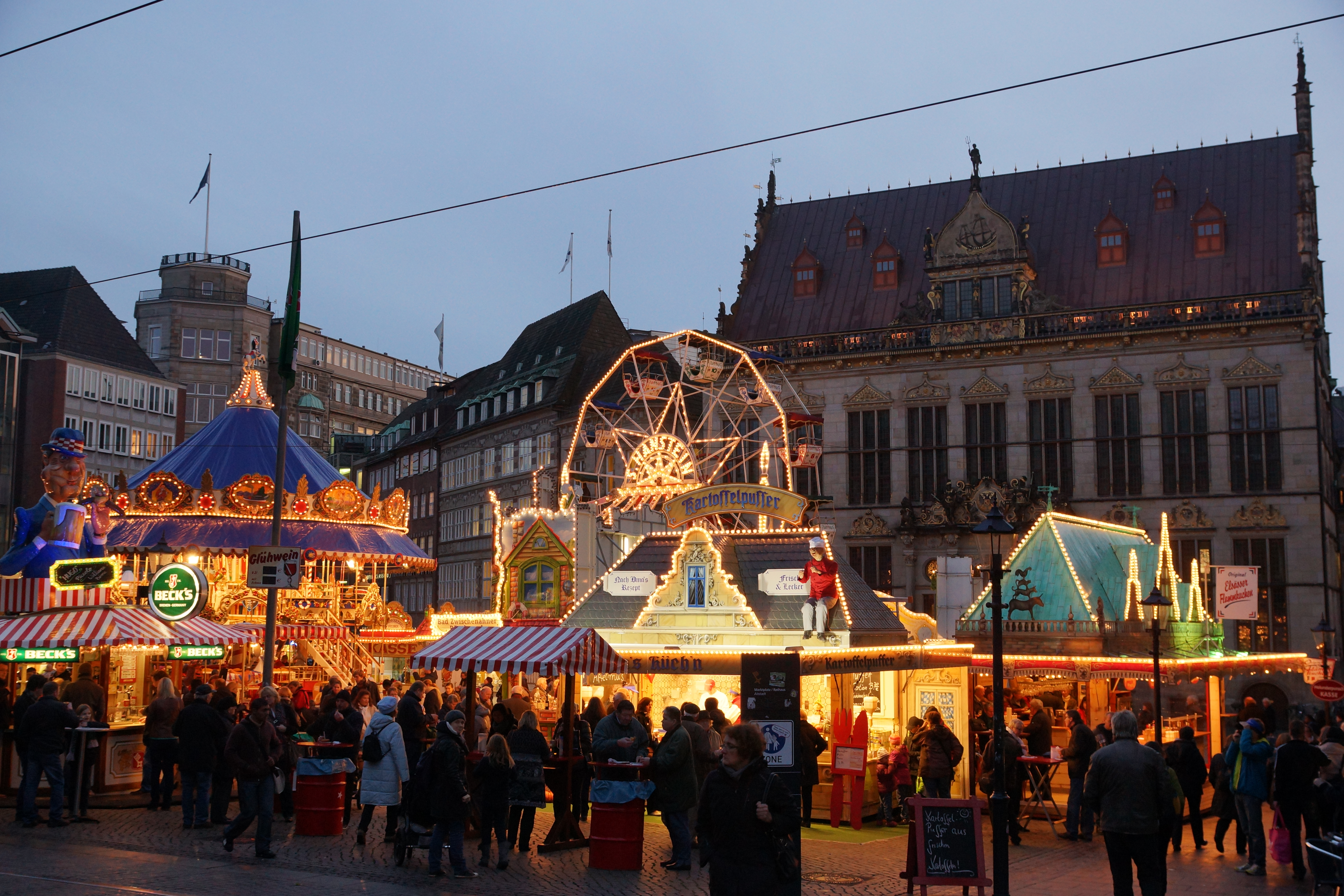
Il "Kleine Freimarkt" sulla piazza del mercato di Brema davanti allo Schütting

Oltre al mercato all'aperto principale sulla Bürgerweide, c'è anche il piccolo mercato all'aperto nel centro storico di Brema. Questo avviene contemporaneamente e si estende sulla piazza del mercato, sul Liebfrauenkirchhof e sui loro percorsi di collegamento come lo Schoppensteel. Piccole giostre e bancarelle si possono trovare anche in altri luoghi del centro città. Il "Kleine Freimarkt" è piuttosto nostalgico e ha, tra le altre cose, un mercato medievale.